# Taussigova synagoga
Taussigova synagoga v Praze byla vystavěna koncem 17. století jako soukromá modlitebna. Původně byla v barokním slohu a posléze byla zbořena při asanaci Josefova.